# ロンドンの交通
ロンドンの交通（ろんどんのこうつう）では、大ロンドン市域内の交通について扱う。
ロンドンの交通は、イギリスにおける道路、鉄道、航空等の交通網のハブとして機能している。国道やナショナルレールの路線の中心であるとともに、数多くの公営および私営の交通事業者が高密度で拡張的な交通ネットワークを形成している。また、世界で最も混雑するヒースロー空港をはじめとする国際空港や港湾も備える。
ロンドンの市内交通システムは大ロンドン市長が掲げる4つの施策の一つであり、グレーター・ロンドン内を走るロンドン地下鉄、ロンドンバス、トラムリンク、ドックランズ・ライト・レールウェイ、ロンドン・オーバーグラウンドの運営はロンドン交通局が担っている。その他の鉄道は運輸省の監督下でフランチャイズの鉄道事業者が運営している。このほか、ロンドン交通局は（一部の道路を除く）市内の主要道路の管理・維持も行う。

## 鉄道

### 地下鉄およびライトレール
ロンドン交通局はナショナル・レールとは別の2つの鉄道システムを運営している。大規模なほうがロンドン地下鉄で、小規模なのがドックランズ・ライト・レールウェイであり、ロンドンの市内中心部、東部および南東部をカバーする。クロイドン特別区を中心にトラムリンクも運営している。道路網と同じように、ロンドンの地下および地上の鉄道網の多くは中心部から郊外へ向かって放射状に延びている。これが原因で、明らかに大量の通勤・通学者の需要が見込まれる地域でも、ロンドン市内で同じ通勤路線上にない地域間を移動するには時間を要する場合がある。この問題はトラムリンクをはじめとする将来の鉄道計画によって軽減されると考えられる。

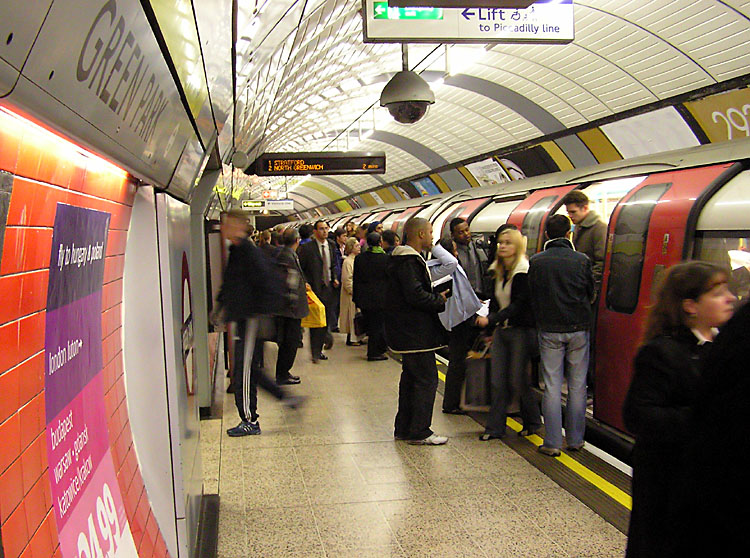
ロンドン地下鉄のジュビリー線のグリーン・パーク駅

#### ロンドン地下鉄
通称"チューブ"とも呼ばれるロンドン地下鉄は1863年に営業を開始した世界最古の地下鉄である。一日に300万人以上の利用客があり、2006年には年間利用客が初めて10億人を超えた 2012年現在、11路線を所有および営業しており、そのほとんどは郊外からセントラル・ロンドンへ接続し、特に大きなターミナル駅から市中心部への輸送において重要な役割を果たしている。
ロンドンの地下鉄はサウス・ロンドンよりもノース・ロンドンのほうが路線が充実している。これは地質的に不利だったり、地上鉄道との歴史的な競合があったり、さらにはテムズ川の北側（左岸）が注目されてきたロンドンの地理に関する歴史的背景に原因があると考えられる。サウス・ロンドンでは地上鉄道が主流の鉄道交通手段である。

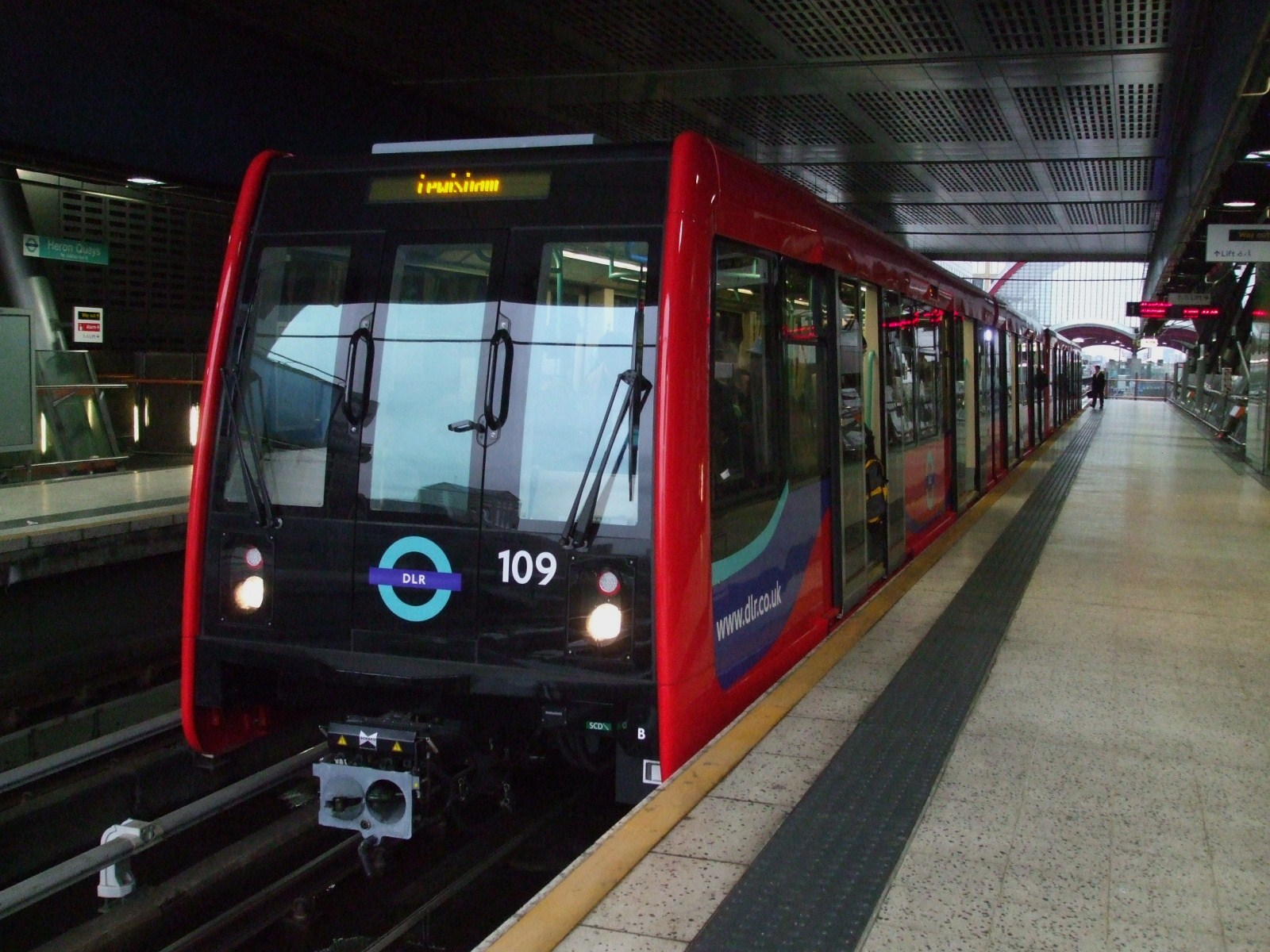
自動運転のドックランズ・ライト・レールウェイの列車（カナリー・ワーフ金融地区の
ヘロン・クアイズ駅

#### ドックランズ・ライト・レールウェイ
ドックランズ・ライト・レールウェイ (DLR) はロンドン東部のドックランズ地区で営業する自動化されたライトレールシステムである。ロンドン地下鉄を補完し、運賃体系や乗り継ぎ駅の点で大部分をロンドン地下鉄と共有している。1987年の開業時の最初の開通区間ではないものの、カナリー・ワーフ商業地区を中心に運行している。
カナリー・ワーフ開発計画の成功もあって、DLRは幾度となく延伸し、現在はアイル・オブ・ドックズ―ロイヤル・ドックズ間とシティ・オブ・ロンドン方面、ストラトフォード方面、ウーリッジ方面、テムズ川南側（右岸）のルイシャム方面に接続する5つの主要な支線を持つ。また、ロンドン・シティ空港駅やストラトフォード国際駅にも接続する。ダゲナム・ドックへのさらなる延伸計画が現在進行中である。

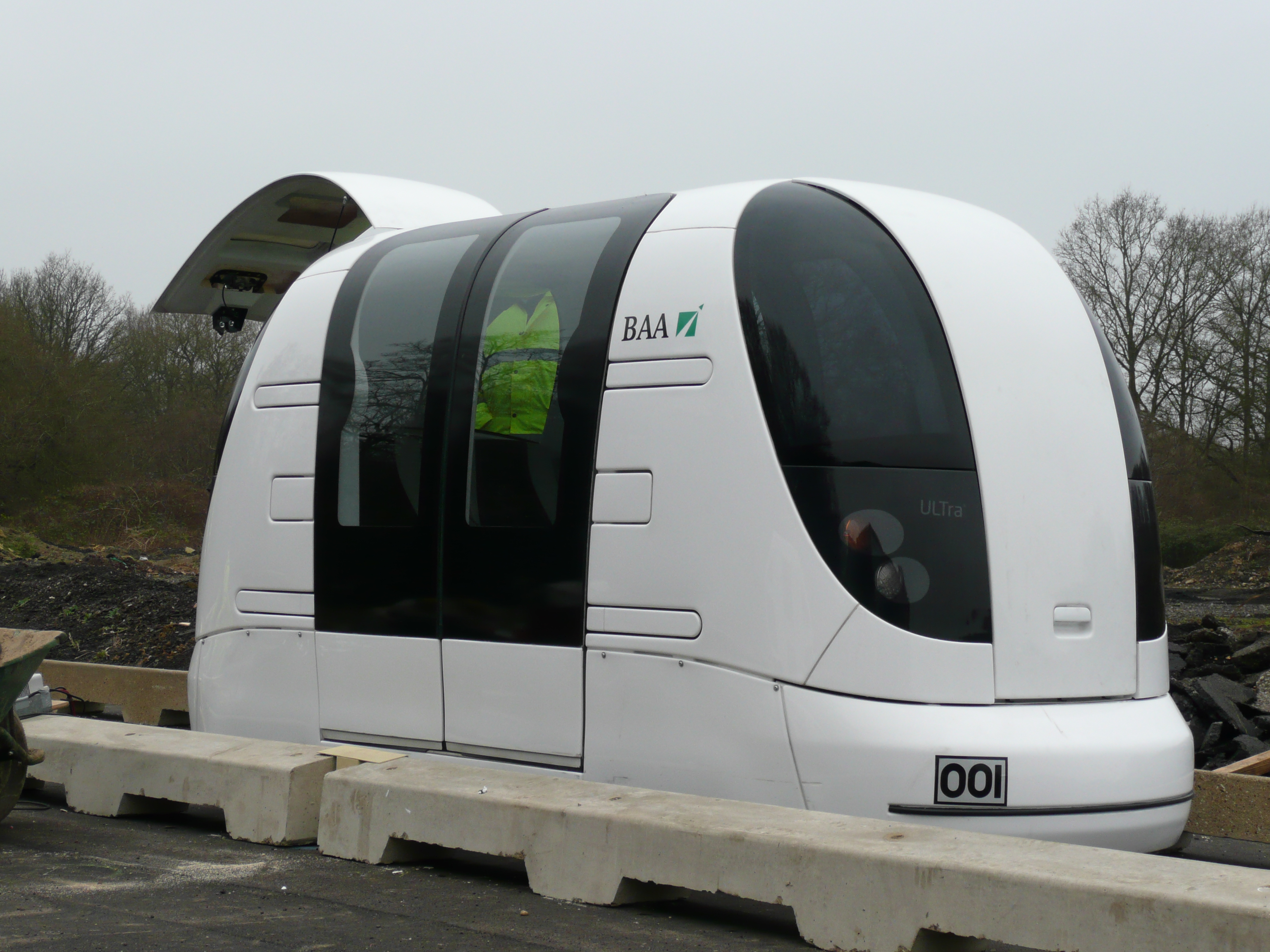
ULTra

## 交通事故
以下の表は過去3年間に（シティ・オブ・ロンドンを含む）グレーター・ロンドン内で発生した交通事故件数を重篤度別に示している。
|        | 2008   | 2009   | 2010   |
| ------ | ------ | ------ | ------ |
| 致命的 | 204    | 184    | 126    |
| 重大   | 3,322  | 3,043  | 2,760  |
| 軽微   | 24,627 | 24,752 | 26,003 |
| 計     | 28,361 | 27,979 | 28,889 |